# Giuseppe Giovanni Mantica
Giuseppe Giovanni Mantica (Reggio Calabria, 24 aprile 1876 – Reggio Calabria, 21 agosto 1947) è stato un politico italiano.

## Biografia
Nato a Reggio Calabria in un'agiata famiglia di proprietari terrieri, insieme al fratello minore Paolo fu attivo fin da giovanissimo nella militanza socialista. Iscritto al PSI dal 1897, divenne un esponente di primo piano del partito sia a livello locale che nazionale. Massimalista, fu eletto in Direzione al termine del Congresso di Livorno del 1921. 
Si ritirò dalla politica dopo l'avvento del fascismo, e morì nel 1947.